# Full Mouth Disinfection
Die Full Mouth Disinfection (FMD) ist eine Ergänzung zur initialen Parodontitistherapie. Damit wird dem Problem begegnet, dass ansonsten bei einer Behandlung über mehrere Sitzungen in unbehandelten Bereichen verbliebene pathogene Keime die bereits behandelten Bereiche erneut infizieren und so den Therapieerfolg gefährden.

## Indikation
Bei Patienten, die unter besonders aggressiven Formen der Parodontitis leiden oder die aus genetischen oder konstitutionellen Gründen der Parodontitis mehr Angriffsfläche bieten (u. a. Raucher, Diabetiker, Trisomie 21) können oft mit der normalen Parodontitisbehandlung nicht erfolgreich therapiert werden. Die Full-Mouth-Disinfection ist deshalb in erster Linie für diese aggressiven und hartnäckigen Fälle vorgesehen, mit dem Ziel, in der gesamten Mundhöhle – vor allem aber in der Gesamtheit der Zahnfleischtaschen – in kurzer Zeit eine möglichst hohe Keimfreiheit zu erreichen. Erreicht die initiale Parodontitistherapie nicht die erforderliche Reduktion der Sondierungstiefen von 2,5 mm, kommt das FMD-Konzept zum Einsatz. Es basiert auf der wissenschaftlichen Tatsache, dass kürettierte Taschen innerhalb weniger Tage erneut mit aus der Mundhöhle stammenden Mikroorganismen besiedelt werden und dass zur Vermeidung solcher Reinfektionen sämtliche Oberflächen des Mund- und Rachenraumes professionell desinfiziert werden müssen. Ebenso muss eine Übertragung von pathogenen Keimen aus der Mundhöhle des Lebenspartners verhindert werden, was eine parodontale Untersuchung und gegebenenfalls Behandlung des Partners erfordert.
Grundsätzlich gilt, dass eine Parodontitistherapie erst dann als erfolgreich angesehen wird, wenn keine parodontalen Taschen über 4 mm mehr vorhanden sind. Parodontale Taschen über 4 mm stellen mikrobielle bzw. antigene Depots dar, von denen (1) Bakterien in der Mundhöhle disseminieren und erneut die Zahnhartsubstanzen bzw. oralen Implantate kolonisieren was ein Rezidiv der Parodontitis bedeutet und in der Folge (2) Antigene und ihre Entzündungsprodukte in den Kreislauf gelangen und an anderer Stelle im Körper metastatische Biofilminfekte auslösen. Sind die Sondierungstiefen initial über 9 mm wird es ohne operative Eingriffe problematisch. Bereits bei Sondierungstiefen von 7–9 mm muss das Gewebe eher aggressiv auch mit Kürettage angegangen werden, um die notwendige Einebnung der Taschen zu erreichen. Wenn durch die Initialbehandlung nicht die erwartete Reduktion der sondierbaren Taschentiefe von mindestens 2,5 mm bei Taschen von über 6 mm erreicht wird, ist eine FMD indiziert.

## Ursache Biofilm
Orale Bakterien sind zur überwiegenden Mehrheit in Biofilmen geschützt in der Mundhöhle. Bei Erkrankungen des Parodonts ist vornehmlich der Biofilm unterhalb des Zahnfleischrandes pathogen, wird aber durch den Biofilm oberhalb des Zahnfleisches beeinflusst, wobei die Mundhygiene des Patienten entscheidend ist. Da Taschen von mehr als 4 mm Tiefe nur einen niedrigeren Sauerstoffgehalt zulassen und die Bedingungen damit gut für die Vermehrung von parodontopathogenen Keimen sind, müssen Zahnfleischtaschen auf unter 4 mm reduziert werden. Zudem kommt es zu einer Verteilung dieser Bakterien in andere Nischen der Mundhöhle. In diesen Nischen ist es auch parodontopathogenen Bakterien in den Biofilmen möglich, 10–14 Tage bis zur nächsten spontanen Gewebedesquamation zu überleben. Eine wirksame Entfernung des Biofilms und somit der parodontopathogenen Bakterien und deren Toxine kann nur mechanisch in Kombination mit Desinfektion erreicht werden, da die Bakterien im Biofilm gegen antimikrobielle und antiseptische Therapien weitgehend resistent sind.

## Risiko Allgemeingesundheit
Jede chronische Entzündung beinhaltet nicht nur das Risiko einer Infektion in der Mundhöhle, sondern auch sonst irgendwo im Körper. In den verschiedenen oralen Biofilmen können auch supragingival parodontopathogene Bakterien während 1–3 Wochen überleben und dadurch auf dem Wege der Bakteriämie oder Biofilmämie meist schon beim Kauen auf leicht parodontal entzündeten Zähnen in den Blutkreislauf gelangen.
Wege der Bakterienverteilung:
- Aspiration: Da die Mundhöhle mit dem Respirationstrakt (Nase, Lunge) verbunden ist, kann es zur Keimverteilung durch die Luftzirkulation in diese Regionen kommen. Bekannt ist, dass dies zu einer Infektion bis hin zu einer Lungenentzündung führen kann. Deshalb sollte auch vor einer Operation mit endotrachealer Intubation mit einer desinfizierenden Mundspülung gespült werden.
- Infektion über den Blutweg: Eine Bakteriämie kann durch Kauen oder kleine Verletzungen in der Mundhöhle zum Beispiel bei einer seltenen Zahnseideanwendung oder auch beim Zähneputzen zustande kommen. Wobei in der gesunden Mundhöhle diese Infektionen eine untergeordnete Rolle spielen. Beim Vorliegen einer Gingivitis, einer Parodontitis bzw. Periimplantitis oder leicht beweglichen Zähnen können einzelne Bakterien oder Bakteriengruppen (Biofilmpartikel) via Blutweg in den Körper streuen.

Die Folge davon sind entzündliche Veränderungen von Gefäßen (Arteriosklerose), Herz (Herzklappen, Infarkt), Hirn (Schlaganfall) und bei Schwangeren das Eintreten von Frühgeburten infolge einer hämatogenen Streuung in die Gebärmutter.

## Rauchen
Rauchen, Parodontitis oder irgendeine andere chronische Entzündung sind Risikofaktoren für einen Herzinfarkt. Rauchen führt nach 20 Jahren infolge des normalen Überwiegens des katabolischen Metabolismus zu einer Parodontitis. Dies ist der Grund, warum aufgeschlossene Zahnärzte ihre Patienten, welche während längerer Zeit rauchen und an einer Parodontitis (auch Periimplantitis) erkrankt sind, an einen Arzt überweisen, um sie auf ein allfällig erhöhtes Risiko abzuklären.

## Vorbehandlung
Vorgängig ist die übliche konservative Vorbehandlung notwendig: 
- Erlernung der perfekten Mundhygiene
- Perfekte Entfernung aller Konkremente (Zahnstein über und unter dem Zahnfleisch auf den Wurzel- und Zahnoberflächen), unter lokaler Anästhesie handinstrumentell mit geschärften Instrumenten.
- Anpassen von Kronen oder Füllungsrändern, welche unterhalb des Zahnfleisches ertastet werden können, was auch der Patient allenfalls bei der Reinigung mit der Zahnseide oder beim Sondieren realisiert (Geruchsbildung).
- Entfernung schadhafter Füllungen und halbdurchgebrochener Weisheitszähne oder Nischen unter überkonturierten Implantaten in Relation zur Zahnkrone
- Ausschließung möglicher anderer Ursachen für tiefe Taschen (z. B. abgestorbener Zahnnerv)
- Stressorenbeseitigung
  - Rauchen
  - unausgewogene Ernährung
  - Parodontitiskontrolle beim Partner

## Gesundheitliche Voraussetzungen für das FMD
Der Patient darf nicht krank sein, insbesondere Infektionen des Nasen-, Ohren- und Halsbereiches sind Kontraindikationen für eine wirksame Keimzahlreduktion im Mund.
Der Partner ist nach Bedarf ebenfalls zu behandeln, damit eine Kreuzkontamination nach Abschluss der Therapie ausgeschlossen werden kann. Im Falle von oraler Gesundheit ist es trotzdem indiziert, dass auch ein gesunder Partner seine Schlupfwinkel supragingival mit lokalen Chlorhexidinspülungen während 14 Tagen behandelt.

## Therapieablauf der Full-Mouth Disinfection
Die Full-Mouth-Disinfection-Therapie bedarf einer ganz genauen Einhaltung aller nötigen Schritte, einer sehr hohen Bereitschaft des Patienten und Verständnis für die häuslichen Anwendungen der Desinfektionsmittel in der langen Wundheilungsperiode (8 Monate für diesen Teil der Therapie).

### Am Abend vor der FMD-Sitzung
Gründliche Spülung (mindestens eine Minute) mit einer desinfizierenden Mundspülung (0,1–0,2 % Chlorhexidin). Danach soll nicht nachgespült werden. Hiermit werden die freien Bakterien im Mund um ca. 90 % reduziert.

### Erneute desinfizierende Mundspülung vor der FMD-Behandlung
Unmittelbar vor der Behandlung wird erneut mit 0,1–0,2 % Chlorhexidin (CHX) eine Minute lang gespült und kurz gegurgelt, um die freien Bakterien im Mund zu reduzieren, die Gefahr einer Bakteriämie zu verringern und um die wirksame Keimzahlsenkung in der Mundhöhle zu initiieren.

### Nischendesinfektion
Nischen, wie der Gaumenbogen, Rachen- und Gaumenmandeln, Mundboden und Umschlagfalten, werden mit einem 0,1–0,2 %igen Chlorhexidin-Spray gründlich besprüht. Danach darf das Chlorhexidin ausgespuckt, aber nicht mit Wasser nachgespült werden.

### Zungendesinfektion
Der Zungenrücken wird mit 1 %igen Chlorhexidin-Gel und rotierender Bürste oder mit Ultraschall/Schall von Biofilm befreit.

### Biofilmentfernung um alle Zähne
Die Biofilmentfernung muss um alle Zähne durchgeführt werden, die nicht mit Handinstrumenten in dieser Sitzung behandelt wurden. Dabei müssen mit den Schall- oder Ultraschallgeräten auch alle Sondierungstiefen < 4 mm von Biofilm befreit werden.

### Taschendesinfektion
- Langsame gleichmäßige Applikation des Desinfektionsmittels rund um jeden Zahn bzw. freiliegende Wurzel.
  - 1. Durchgang: Benetzung des Gewebes in der Tasche
  - 2. Durchgang: Erfassen der freien Bakterien
  - 3. Durchgang: Gewährleistung einer 5 Minuten langen Kontaktzeit in der Tiefe der Tasche.
- Mögliche Desinfektionsmittel für die subgingivale Keimzahlsenkung:
  - 1–2 % Chlorhexidin-Gel oder -Lösung (0,1–0,2 % ist subgingival nicht ausreichend)
  - 3 % Wasserstoffperoxid + 1 % Iod, frisch angemischt
  - 1 % Iod (Betaisodona)
  - 0,5 % Natriumhypochlorit

### Systemische Antibiotika
Antibiotika dürfen nicht eingesetzt werden, um Nachlässigkeiten im Scaling oder in der Desinfektion zu überbrücken. Der Einsatz systemischer Antibiotika macht nur bei einer vorangegangenen Zerstörung bzw. Entfernung der supra- und subgingivalen Biofilme Sinn. Empfehlenswert ist der Einsatz beispielsweise bei Patienten mit zusätzlich systemischen Beeinträchtigungen. Dabei müssen auch in seichten Taschen bis 4 mm die Biofilme mechanisch entfernt werden.

### Nachdesinfektion im 1. und 2. Monat nach der FMD-Behandlung
Einsatz einer 0,1–0,2 %igen Chlorhexidin-Mundspüllösung für die tägliche, sorgfältige Wundkontrolle während zwei Monaten (zweimal täglich gründlich eine Minute lang den Mund spülen, nach dem Frühstück und vor dem Schlafen) ist nach mikrobiologischen Kontrollen aus klinisch-wissenschaftlichen Studien indiziert.
Der Partner muss, auch wenn er gesund ist, in dieser ersten Phase auch mit einbezogen werden und sollte die ersten 14 Tage ebenfalls mit Chlorhexidin spülen. So kann eine Kreuzkontamination mit parodontopathogenen Keimen verhindert werden. Ein effektives Spülen erfordert während dieser Minute ein intensives Arbeiten der Wange und Zunge, um die Spülflüssigkeit auch durch die Zahnzwischenräume hin und her zu pressen. Abschließend wird 10–15 Sekunden gegurgelt.

### Interdentale Desinfektion
Abgabe von 1 %igem Chlorhexidin-Gel zur Applikation auf die Interdentalbürstchen. Dadurch wird nicht nur der gefährdete Zahnzwischenraum desinfiziert, sondern auch nach der Reinigung wird es allfälligen Bakterien nicht möglich sein sich auf den Borsten der Bürste zu entwickeln. Nach der Therapie schrumpft das Gewebe und die Interdentalräume werden sukzessiv größer. Die Interdentalbürstchen sollen laufend an die Größe der Interdentalräume angepasst und täglich zweimal verwendet werden.

### Nachdesinfektion vom 3. bis 8. Monat nach der FMD-Behandlung
Für die folgenden 6 Monate genügen weniger stark Zahnbelag-hemmende Mundspüllösungen, die Biofilme invadieren können wie beispielsweise anionische ätherische Öle, Triclosan, Hexetidin, Zink oder quaternäre Ammoniumbasen.

## Vor- und Nachteile
- Vorteile:
  - benötigt keine teuren Geräte
  - Im Vergleich zu chirurgischer Behandlung viel weniger Rezessionen
- Nachteil:
  - zeitintensiv
  - Behandler muss über die benutzten Desinfektionsmittel genau Bescheid wissen

## Geschichte
Dass partielle Desinfektion nicht erfolgreich sein kann, wurde erstmals 1995 durch die Berner Gruppe Lang, Mombelli und Tonetti in mehreren wissenschaftlichen Studien aufgezeigt. Oosterwaal erarbeitet die Grundlagen der subgingivalen Desinfektion in seiner Master Thesis in den Jahren 1986–1991 in Nijmegen. Quirynen arbeitet ein Konzept aus und seine Schule publizierte mehrere Arbeiten in der Zeit von 1995 bis 2005. Saxer modifizierte die FMD nach dem Stand des Wissens in den Jahren 2003 und integrierte die konsequente subgingivale Desinfektion mit verschiedenen Desinfektionsmitteln, der notwendig hohen Konzentration (1–2 %), Einwirkzeit und die Partnerkontrolle. Wissenschaftlich wurden viele Studien unter dem Namen „Full Mouth Disinfection“ in der Folge durchgeführt. Viele Studien wurden aber ohne genügend gründliche Vorbehandlung sämtlicher Taschen, ohne Einbezug der verschiedenen Nischen in der Mundhöhle und auch nicht mit genügend langer subgingivaler Desinfektion durchgeführt. 
Das sogenannte „Split-Mouth-Verfahren“, das bis dahin in der traditionellen Parodontaltherapie bevorzugt wurde, um die Resultatsunterschiede verschiedener Therapiemöglichkeiten an ein und demselben Individuum vergleichen zu können, führt unweigerlich zu Kreuzkontamination und ist weder geeignet, um Parodontopathien zu heilen, noch um aussagekräftige Studien durchzuführen.
Das Cochrane-Review (Eberhard et al. 2008) und Lang et al. 2008 berichten aus dem 6. Europäischen Workshop der Europäischen Parodontologen. In beiden Reviews wurden in verschiedenen Vergleichsgruppen Verfahren mit wirksamen und unwirksamen Konzentrationen und ungenügender Einwirkungszeit gebildet, so dass aus folgenden Gründen keine einheitlichen Resultate erwartet werden konnten: 
Traditionelles Scaling in mehreren getrennten Sitzungen über Wochen (CSD) wurde mit Full Mouth Scaling und Root Planning (FMSRP) und FMD mit unterschiedlichen Vorbehandlungen verglichen. Unterschiedliche Desinfektionen mit Iod wenige Sekunden in der Tasche und Chlorhexidin mit 5 Minuten Einwirkungszeit wurden gleichgestellt. Die Anwendung genügend hoher Konzentrationen und genügend langer Verweildauer sind von großer Wichtigkeit, um eine Desinfektion im Sinne einer wirksamen Keimzahlsenkung zu erreichen. Die Nachbehandlung in den ersten zwei und den darauffolgenden sechs Monaten bedarf nach mikrobiologischen Studien eines ganz bestimmten Protokolls. Es wurden Therapien bei Patienten mit chronischer Parodontitis verglichen, was meist auch konventionell gelöst werden könnte. Das hier vorgestellte FMD-Konzept ist insbesondere für Patienten mit aggressiver Parodontitis vorgesehen. Trotzdem zeigen Vergleiche des FMD-Verfahrens in den beiden erwähnten Reviews bei einwurzeligen Zähnen und in tiefen Taschen signifikant bessere Resultate und auch der BoP  –Zahnfleischbluten bei Sondierung – wurde gemäß den Reviews stärker reduziert.

## Zukünftiges Studiendesign
Full Mouth Disinfection Studien benötigen eine Hygiene-Vorbehandlung, so dass der Patient danach die erreichte Gesundheit (BoP < 15 %) selber erhalten kann. Ein perfektes Scaling des ganzen Mundes in einer oder wenigen Sitzungen dicht hintereinander ist eine weitere Vorbedingung. Sind mehrere Sitzungen nötig, so muss vor der subgingivalen Desinfektion eine erneute Biofilmentfernung durchgeführt werden. Die Desinfektion des Mundes muss nach abgeschlossenem Scaling mit gesichert wirksamen und genügend lang wirksamen Desinfizienzien erfolgen. Die Nachdesinfektion nach zwei und weiteren sechs Monaten muss eingehalten werden. Medikationen, ohne nach dem FMD Konzept zu arbeiten, machen keinen Sinn und verursachen deutliche Resistenzbildungen.
Es gilt, das Konzept bezüglich Zeitfaktor und Fehleranfälligkeit zu optimieren. Hoffnungsvolle Ansätze bestehen nebst der lokalen hochkonzentrierten Desinfektion (FMD) mit systemischer oder zusätzlich lokaler Antibiotikagabe, Ozon, ozoniertem Wasser und/oder einer Laserdesinfektion.